# Temporada de lluvias en Perú de 2019-2020
La temporada de lluvias en Perú de 2019-2020 inició en diciembre de 2019 y afecta principalmente a los andes y selva peruana. Las lluvias provocaron aluviones, huaicos, inundaciones y diversos desastres en varias regiones del Perú, incluido 28 fallecidos y 1.055 emergencias.
Para el 20 de junio de 2020, fecha en donde inicia el invierno en el Perú, el Servicio Nacional de Meteorología e Hidrología del Perú (SENAMHI) indicó que la temporada de lluvias intensas se limitarían en la selva norte.

## Descripción
Los principales departamentos afectadas son Cuzco, Tacna, Arequipa, Moquegua y Puno. En el distrito de Santa Teresa (Cuzco) el 23 de febrero se registró un aluvión que dejó 30 personas desaparecidas, uno de los mayores desastres ocasionados por las lluvias.
Se registraron inundaciones y rayos en Arequipa que ocasionó cinco muertos. Un huaico en Tacna dejó cinco muertos. Tumbes también se vio afectado. Las provincias de Víctor Fajardo (Ayacucho) y Chanchamayo (Departamento de Junín) se registró tres muertos por huaicos.
Distritos de Puno, Ayacucho y Cuzco fueron declarados en estado de emergencia. La ciudad de Pucallpa (Ucayali) fue inundada por las lluvias.

### Impacto epidemiologico
Las lluvias incrementaron la presencia del mosquito Aedes aegypti que trasmite el dengue, golpeando a ciudadanos pobres en la selva peruana, los departamentos más afectados por este incremento son Madre de Dios, Loreto y San Martín.

## Respuesta gubernamental
El Ministerio de Salud en diciembre preparó 800 brigadistas para poder enfrentar las lluvias en zonas de difícil comunicación, también desplegaron hospitales de campaña en los departamentos de Piura, Ica, Madre de Dios, Áncash, Cajamarca y San Martín.